# Gurgesiella furvescens
Gurgesiella furvescens és una espècie de peix de la família dels raids i de l'ordre dels raïformes.

## Morfologia
- Els mascles poden assolir 52 cm de longitud total.[3][4]

## Reproducció
És ovípar i les femelles ponen càpsules d'ous, les quals presenten com unes banyes a la closca.

## Hàbitat
És un peix marí i d'aigües profundes.

## Distribució geogràfica
Es troba a l'oceà Pacífic sud-oriental: les Illes Galápagos i les costes centrals de Xile.

## Observacions
És inofensiu per als humans.